# She Rocked My World
She Rocked My World è un singolo del gruppo rock inglese The Who, pubblicato nel Regno Unito nel 2019 come estratto dall'album Who.

## Tracce
1. I Don't Wanna Get Wise – 3:22 (Pete Townshend)

## Formazione
- Roger Daltrey — voce, cori
- Pete Townshend — chitarre, cori
- Zak Starkey — batteria
- Pino Palladino — basso
- Mick Talbot — tastiere
- Simon Townshend — cori